# Plecka Dąbrowa (gromada)
Plecka Dąbrowa – dawna gromada, czyli najmniejsza jednostka podziału terytorialnego Polskiej Rzeczypospolitej Ludowej w latach 1954–1972.
Gromady, z gromadzkimi radami narodowymi (GRN) jako organami władzy najniższego stopnia na wsi, funkcjonowały od reformy reorganizującej administrację wiejską przeprowadzonej jesienią 1954 do momentu ich zniesienia z dniem 1 stycznia 1973, tym samym wypierając organizację gminną w latach 1954–1972.
Gromadę Plecka Dąbrowa siedzibą GRN w Pleckiej Dąbrowie utworzono – jako jedną z 8759 gromad na obszarze Polski – w powiecie kutnowskim w woj. łódzkim, na mocy uchwały nr 30/54 WRN w Łodzi z dnia 4 października 1954. W skład jednostki weszły obszary dotychczasowych gromad Antoniew, Kamilew, Kaźmierek, Plecka Dąbrowa i Zosinów ze zniesionej gminy Plecka Dąbrowa w tymże powiecie. Dla gromady ustalono 12 członków gromadzkiej rady narodowej.
31 grudnia 1959 do gromady Plecka Dąbrowa przyłączono wieś i parcelę Tomczyce, wieś Głuchów, wieś Franciszków Stary, wieś i parcelę Dębowa Góra, wieś Sztmanowice, wieś Lasota, wieś Wewiórz, parcelę Emilianów i wieś Wolska Kolonia ze zniesionej gromady Emilianów.
31 grudnia 1961 do gromady Plecka Dąbrowa przyłączono wieś Annetów, wieś Franciszków Nowy, kolonię i parcelę Karolew, stację kolejową Żychlin, parcelę i kolonię Pniewo, wieś Pniewo Małe, wieś Tomaszew oraz wieś Wydmuch ze zniesionej gromady Pniewo.
Gromada przetrwała do końca 1972 roku, czyli do kolejnej reformy gminnej.